# Konkurrensbegränsande offentlig säljverksamhet
Konkurrensbegränsande offentlig självverksamhet, KOS, är en svensk lagstiftning som stammar ur  3 kap. 27 § i Konkurrenslagen. Lagstiftningen innebär att Konkurrensverket under vissa förutsättningar kan pröva om en offentlig säljverksamhet ska förbjudas som stridande mot konkurrenslagen. Har lagen överträtts kan förbud mot verksamheten, eller ett förfarande i verksamheten, meddelas av domstol. 

## Paragrafens lydelse
"Staten, en kommun eller ett landsting får förbjudas att i en säljverksamhet som omfattas av 1 kap. 5 § första stycket tillämpa ett visst förfarande, om detta
1. snedvrider, eller är ägnat att snedvrida,     förutsättningarna för en effektiv konkurrens på marknaden, eller
2. hämmar, eller är ägnat att hämma, förekomsten     eller utvecklingen av en sådan konkurrens.

Förbud får inte meddelas för förfaranden som är försvarbara från allmän synpunkt.
En kommun eller ett landsting får även förbjudas att bedriva en viss säljverksamhet i fall som avses i första stycket. En sådan verksamhet får dock inte förbjudas, om den är förenlig med lag.
Ett förbud gäller omedelbart, om något annat inte bestäms."

## Paragrafens kriterier och deras innebörd
För att en verksamhet eller ett beteende i en verksamhet (ett förfarande) ska kunna angripas med hjälp av KOS-lagstiftningen måste paragrafens kriterier vara uppfyllda. 

### Offentlig aktör - Staten kommun eller landsting
För att en verksamhet ska kunna prövas enligt KOS-lagstiftningen måste denna kategoriseras som "Offentlig säljverksamhet". Detta innebär att verksamheten måste bedrivas av en offentlig aktör, d.v.s. av staten, en kommun eller ett landsting. 
Även bolagsverksamhet bedriven av ovan nämnda aktörer omfattas av lagstiftningen om den offentliga aktören har ett dominerande inflytande över verksamheten. Ett dominerande inflytande kan åstadkommas genom ägande men också på annat sätt, exempelvis genom finansieringsvillkor, styrelsetillsättning, lag och avtal.

## Säljverksamhet och det så kallade företagsbegreppet
Verksamheten som bedrivs måste också kategoriseras som säljverksamhet. Detta begrepp motsvarar begreppet "Undertaking" i EU-rätten, och innebär i korthet att verksamheten ska vara av ekonomisk eller kommersiell natur. Den offentliga säljverksamheten behöver dock inte vara inriktad på ekonomisk vinst. 
Verksamhet som innebär myndighetsutövning faller utanför begreppet företagsverksamhet.
Förbud enligt KOS-lagstiftningen kan förbud också meddelas för förfaranden inom ramen för en säljverksamhet. Ett förfarande, eller med ett annat ord – ett beteende, avser ett faktiskt handlande som en underlåtenhet att vidta en viss åtgärd.

## Konkurrensbegränsning
För att en offentlig säljverksamhet ska falla in under KOS-lagstiftningen måste verksamheten i sig, eller ett förfarande i verksamheten, leda till en konkurrensbegränsning.
En konkurrensbegränsning innebär att verksamheten, eller ett förfarande i denna, snedvrider eller hämmar en effektiv konkurrens för företag. Det räcker att ett beteende är ägnat att snedvrida eller hämma en effektiv konkurrens för att det ska vara fråga om en konkurrensbegränsning i lagens mening.
Utgångspunkten för bedömningen är om konkurrenstrycket ökar eller minskar till följd av en offentlig aktörs beteende. Ett ökat konkurrenstryck leder till att samhällets resurser används mer effektivt. Ett minskat konkurrenstryck kan innebära att en offentlig aktör snedvrider eller hämmar förutsättningarna för en effektiv konkurrens.
Vissa beteenden är helt neutrala för konkurrensen. Exempelvis kan en offentlig aktör upprätthålla service och annan infrastruktur på områden där det saknas kommersiellt utbud.

## Kapitel Relevant marknad
För att bedöma om det föreligger ett sådant konkurrensproblem som avses i paragrafen avgränsar Konkurrensverket en relevant marknad där konkurrensen bedöms. Detta görs genom att utreda vilka produkter som konkurrerar med varandra (kan vara utbytbara med varandra) och inom vilket geografiskt område detta sker . 

### Relevant produktmarknad
På den relevanta produktmarknaden ingår alla varor och tjänster som köpare anser har jämförbara egenskaper, användningsområden och pris. Konkurrensverket utreder också om det finns varor och tjänster som snabbt kan ändras och anpassas så att de kan bli jämförbara med den offentliga aktörens produkter. Även sådana produkter anses ingå på marknaden.

### Relevant geografisk marknad
Med utgångspunkt i den försäljning som sker undersöker Konkurrensverket inom vilket område konkurrensförhållandena är tillräckligt likartade för att området ska kunna kallas för en egen geografisk marknad. Detta kräver att området också skiljer sig i konkurrensförhållanden från andra områden.

## Förbud enligt lagstiftningen
Om kriterierna i paragrafen är uppfyllda och den offentliga aktören väljer av inte upphöra med verksamheten/beteendet kan Konkurrensverket driva talan om förbud i Patent- och marknadsdomstolen. Det föreligger även s.k. subsidiär talerätt, d.v.s. privata företag kan också driva talan om förbud i det fall Konkurrensverket väljer att inte driva talan.
Det finns två typer av förbud som kan komma att tillämpas – förfarandeförbud och verksamhetsförbud:
- Förfarandeförbud avser att förbjuda ett visst förfarande, d.v.s. beteende, inom en viss verksamhet. Denna typ av förbud kan rikta sig mot verksamhet bedriven av staten, en kommun eller av ett landsting.

- Verksamhetsförbud innebär att en verksamhet i sin helhet förbjuds. Denna typ av förbud kan endast riktas mot verksamhet bedriven av en kommun eller ett landsting.

Vid förbudstalan i domstol är det vanligt att förbudet förenas med talan om vite. Ett vite utgår först om domstolens beslut överträds, t.ex. om en verksamhet drivs vidare trots att den har förbjudits. Ett vite är framåtsyftande, d.v.s. rör endast tiden efter att dom har vunnit laga kraft. KOS-lagstiftningen ger inga möjligheter att ge den offentliga aktören böter eller liknande straff för den tid som verksamheten har bedrivits fram till domen. 
Ett förbud enligt lagstiftningen får även omfatta ett förfarande eller en verksamhet som väsentligen överensstämmer med det förfarande eller den verksamhet som förbjuds.

## Undantag från förbud
Vid talan om förfarandeförbud kan domstol inte förbjuda förfaranden som är försvarbara från allmän synpunkt. Detta innebär att domstolen har att väga konkurrensbegränsningen som uppstår p.g.a. förfarandet mot syftet med det. Vid den prövningen ska särskilt beaktas om förfarandet strider mot en lag, en annan författning eller något annat för staten, en kommun eller ett landsting bindande direktiv. Det åligger domstolen att väga det offentliga ändamålet med ett konkurrensbegränsande beteende mot konkurrensintresset. Om domstolen anser att det offentliga ändamålet med ett beteende ska väga tyngre än konkurrensintresset är det konkurrensbegränsande beteendet försvarbart och kan inte förbjudas.   
Vid verksamhetsförbud ska domstolen pröva om det finns lagstiftning som ger en kommun eller ett landsting rätt att sälja eller hyra ut vissa varor eller tjänster. Om det finns lagstiftning som medger att kommuner eller landsting får driva en viss försäljnings- eller uthyrningsverksamhet kan verksamheten inte förbjudas.

## Ärenden som har prövas i enlighet med KOS-lagstiftningen
En listning över ärenden som drivits med grund i KOS-lagstiftningen finns på Konkurrensverkets hemsida.